# Калинівка (Бахмацька міська громада)
Кали́нівка (МФА: [kɐˈɫɪɲiu̯kɐ] ( прослухати)) — село в Україні, у Бахмацькій міській громаді Ніжинського району Чернігівської області

## Географія
Розташоване поблизу більшого села Халимонове.

## Історія
Село постраждало внаслідок геноциду українського народу, проведеного урядом СРСР 1932—1933.
12 червня 2020 року, відповідно до розпорядження Кабінету Міністрів України № 730-р «Про визначення адміністративних центрів та затвердження територій територіальних громад Чернігівської області», увійшло до складу Бахмацької міської громади.
19 липня 2020 року, в результаті адміністративно-територіальної реформи та ліквідації Бахмацького району, село увійшло до складу Ніжинського району Чернігівської області.

## Сучасний стан
До села немає асфальтової дороги. До села відмовляються їхати бригади швидкої допомоги.